# Seoul Ladies Classic
De Seoul Ladies Classic (Koreaans: 서울레이디스 클래식) is een jaarlijks golftoernooi voor vrouwen in Zuid-Korea, dat deel uitmaakt van de LPGA of Korea Tour. Het werd opgericht in 2007 en vindt sindsdien plaats op de Lake Hills Yongin Country Club in Yongin. Het wordt ook georganiseerd onder de naam Seoul Economic Ladies Classic
Het wordt gespeeld in een strokeplay-formule van drie ronden (54-holes).

## Winnaressen
| Jaar                                    | Winnares              | Score                 | Score                 | Info                            |
| Seoel Hill State Open                   | Seoel Hill State Open | Seoel Hill State Open | Seoel Hill State Open | Seoel Hill State Open           |
| --------------------------------------- | --------------------- | --------------------- | --------------------- | ------------------------------- |
| 2007                                    | Jiyai Shin            | 204                   | –12                   |                                 |
| 2008                                    | Kim Ha-neul           | 211                   | –5                    |                                 |
| 2009                                    | Lee Hyeon-ju          | 206                   | –10                   |                                 |
| Construction Seoul Economy Women's Open |                       |                       |                       |                                 |
| 2010                                    | Lee Jeong-eun         | 209                   | –7                    |                                 |
| 2011                                    | Kim Ha-neul           | 210                   | –6                    |                                 |
| BS Financial Group Women's Open         |                       |                       |                       |                                 |
| 2012                                    | Lee Jung-min          | 210                   | –6                    |                                 |
| 2013                                    | Geen toernooi         | Geen toernooi         | Geen toernooi         | Geen toernooi                   |
| Seoul Economic Ladies Classic           |                       |                       |                       |                                 |
| 2014                                    | Heo Yoon-kyung po     | 209                   | –7                    | Won de play-off van Kim Hyo-joo |

| Toernooirecord |  | po = winnares na play-off |

 Lotte Mart Women's Open ·
 Nexen Saint Nine Masters ·
 Edaily Ladies Open ·
 Woori Ladies Championship ·
 Doosan Match Play Championship ·
 E1 Charity Open ·
 Lotte Cantata Women's Open ·
 S-OIL Champions Invitational ·
 Korea Women's Open ·
 Kumho Tire Women's Open ·
 Jeju Samdasoo Masters ·
 Hanwha Finance Classic ·
 KyoChon Honey Ladies Open ·
 Nefs Masterpiece ·
 MBN Women's Open ·
 Charity High1 Resort Open ·
 YTN-Volvik Women's Open ·
 KLPGA Championship ·
 Daewoo Classic ·
 Pak Se-ri Invitational ·
 Hite Championship ·
 LPGA KEB-HanaBank Championship ·
 KB Star Championship ·
 Seoul Ladies Classic ·
 ADT CAPS Championship ·
 Chosun Ilbo Championship ·
 China Women's Open